# James Vincent Murphy
James Vincent Murphy (7 juillet 1880 - 5 juillet 1946) est un traducteur, écrivain et journaliste irlandais qui a publié, en 1939, l'une des premières versions complètes en langue anglaise de Mein Kampf 
James Murphy poursuit des études au St. Patrick's College. Il est ordonné prêtre à la chapelle du St. Patrick's College en 1905.
Plus tard, il quitte le clergé. Avant la Seconde Guerre mondiale, il vit en Italie et en Allemagne.

## Œuvres

### Traducteur
- Max Planck, Where is Science Going?, 1932 (préface d'Albert Einstein)
- Emil Ludwig, Leaders of Europe, 1934
- Erwin Schrödinger, Science and the Human Temperament, 1935, Allen & Unwin, (introduction de James Murphy, préface d'Ernest Rutherford)
- Adolf Hitler, Mein Kampf, 1939

### Écrivain
- Adolf Hitler: The drama of his career, 1934
- Who Sent Rudolf Hess?, 1941